# Прежихов Воранц
Ловро Кухар (словен. Lovro Kuhar, более известный под псевдонимом Прежихов Воранц (словен. Prežihov Voranc; 10 августа 1893, Гутенштайн-ин-Кернтен, Австро-Венгрия, ныне Равне-на-Корошкем, Словения — 18 февраля 1950, Марибор, Югославия, ныне Словения) — словенский писатель и политический деятель.

## Биография
Родился в крестьянской семье, сумевшей заняться фермерством. Член компартии Югославии с 1920 года. Один из организаторов Народно-освободительного фронта во время Второй мировой войны. Дебютировал в литературе в 1909 году. Неоднократно подвергался арестам (в том числе находился в заключении в Маутхаузене и в Заксенхаузене) и был вынужден находиться в эмиграции, где продолжал писать свои произведения.

## Сочинения

### Романы
- Добердоб / Doberdob, 1929 (опубликован в 1940, рус. пер. 1962).
- / Boj na požiralniku, 1935.
- Пожганица / Požganica, 1939.
- Ямница / Jamnica, 1941 (опубликован в 1945).

### Сборник новелл
- Саморастники / Samorastniki, 1940.

### Сборник очерков
- Битва на чужой земле / Borba na tujih tleh, 1946.

## Издания
- Zbráno delo, knj. 1—2, Ljubljana, 1962—1964. (в рус. пер.— Ландыши. — М., 1959.)